# Heber Raviolo
Heber Walter Raviolo Fernández (Montevideo, 29 de septiembre de 1932 - Montevideo, 22 de noviembre de 2013) fue un profesor, crítico literario y editor uruguayo.

## Trayectoria
A mediados de los años 1950 colaboró como crítico literario en las revistas El ciudadano y Asir. También escribió en la revista Tribuna Universitaria, publicada por la FEUU. En 1961, junto a otros colaboradores de dicha revista, fue uno de los fundadores de Ediciones de la Banda Oriental, de la que fue director general. En 1978 creó dentro de este sello editorial, la colección mensual por suscripción Lectores de Banda Oriental, que se publica desde ese año en forma ininterrumpida y a la que dirigió hasta su fallecimiento.
Como editor, promovió la literatura uruguaya, brasileña y latinoamericana en general, enfocándose en la narrativa regionalista, y difundió autores poco editados en español. Fue un decidido impulsor de escritores como Juan José Morosoli, Julio C. da Rosa, Héctor Galmés, José Monegal, Anderssen Banchero, Líber Falco y de escritores brasileños de Río Grande del Sur como Tabajara Ruas, Sergio Faraco, Alcy Cheuiche, Cyro Martins, entre otros.
Egresó en 1963 del Instituto de Profesores Artigas como profesor de literatura. Fue discípulo de Carlos Real de Azúa y de Domingo Bordoli. Tras ser destituido de su cargo docente en 1974, durante la dictadura cívico-militar en Uruguay (1973-1985), se concentró en su labor editorial. Dirigió la sección literaria del diario socialista Época entre 1964 y 1965 y la del semanario Marcha, durante sus últimas cuatro ediciones, entre 1973 y 1974.
En 2008 recibió un reconocimiento a su trayectoria por parte de la Academia Nacional de Letras del Uruguay.
Una de sus últimas actividades fue la preparación de ediciones prologadas y anotadas para la colección «Biblioteca Ciudad de Montevideo», que publica textos de Isidoro de María, «Sansón Carrasco» (seudónimo de Daniel Muñoz) y otros ensayistas e historiadores del siglo XIX que escribieron sobre Montevideo.